# ATP Challenger Bahia
Der ATP Challenger Bahia (offiziell: Bahia Challenger) war ein Tennisturnier, das von 1981 bis 1985 dreimal in Salvador, der Hauptstadt des Bundesstaats Bahia in Brasilien, stattfand. Es gehörte zur ATP Challenger Tour und wurde im Freien auf Hartplatz gespielt.

## Liste der Sieger

### Einzel
| Jahr                         | Sieger             | Finalgegner    | Ergebnis      |
| ---------------------------- | ------------------ | -------------- | ------------- |
| 1985                         | Jaime Yzaga        | Carlos Kirmayr | 6:2, 6:0      |
| 1984                         | Horacio de la Peña | Marcos Hocevar | 6:4, 5:7, 7:5 |
| 1982–1983: nicht ausgetragen |                    |                |               |
| 1981                         | Pat DuPré          | João Soares    | 5:7, 7:6, 6:4 |

### Doppel
| Jahr                         | Sieger                          | Finalgegner                         | Ergebnis      |
| ---------------------------- | ------------------------------- | ----------------------------------- | ------------- |
| 1985                         | Josef Čihák Tom Nijssen         | Víctor Pecci Emilio Sánchez Vicario | 6:4, 6:3      |
| 1984                         | Ricardo Acuña Hans Gildemeister | Givaldo Barbosa João Soares         | 6:3, 1:6, 7:6 |
| 1982–1983: nicht ausgetragen |                                 |                                     |               |
| 1981                         | Carlos Kirmayr Cássio Motta     | Pat DuPré Mel Purcell               | 7:6, 6:4      |